# Paradelphomyia nipponensis
Paradelphomyia nipponensis là một loài ruồi trong họ Limoniidae. Chúng phân bố ở miền Cổ bắc.